# 藤乃
藤乃（ふじの、1988年 - ）は、日本の手話講師、起業家、著者、手話振付師、アーティスト、ラジオパーソナリティー。一般社団法人 日本手話文化協会 代表理事。株式会社Deaf Links手話協会代表取締役。独自のプログラム開発による手話学習教材の制作やアカデミー運営などを通じて、手話普及活動を行っている。また、女性の働き方社会推進活動にも力を入れている。

## 経歴
沖縄県出身。中学で手話に出会い、手話歴20年以上のキャリアを元に日本手話講師としての活動を始める。
2019年に株式会社Deaf Links手話協会を設立。2024年に一般社団法人 日本手話文化協会を設立。教育機関との講演企画や企業研修など教育実績は2万人を超える。

## 人物
- 著書に『手話教室を始めるための7つのステップ 手話を楽しむ生き方』（セルバ出版 第９刷）がある。
- 運営する手話オンラインアカデミーは、会員数550名以上を誇る日本最大級の規模である[4]。

## メディア出演

### 新聞
- 「広がる手話に心通わせて　沖縄で学校巡回プロジェクト[5]」（朝日新聞）
- 防災手話講座に関する記事が掲載[1]（読売新聞）
- 聴覚障害者に救われた女性「恩返し」に関する記事が掲載（産経新聞）
- 手話普及活動に関する記事が掲載[6]（沖縄タイムス）
- 「言語として捉え会話挑戦」記事掲載 （沖縄タイムス）

### テレビ
- Dokyoハブストーリー～沖縄同郷物語～ゲスト出演（沖縄テレビ放送）
- 聞こえない手話の世界を広げる[7]（琉球朝日放送）

### ラジオ
- CROSS FM - レギュラー番組『藤乃の『手話でつながる大実験』』（放送中、毎週月曜 12:30 - 12:53）
- RBCiラジオ琉球放送 - レギュラー番組『藤乃と手話deつながるラジオ』（放送中、毎週水曜 9時50分12:30 - 12:53）
- FM横浜 - 『Change Your Life』にゲスト出演[8]
- かつしかFM - 社会保険労務士の番組ゲスト出演

### 雑誌・記事
- 致知出版社 - 人間学の月刊誌「致知」へ記事が掲載
- 致知出版社 - 致知電子WEB版への記事が掲載
- Love My Hearing - 手話アカデミーの創設者に迫る記事掲載

## 著書
- 『手話教室を始めるための7つのステップ 手話を楽しむ生き方』セルバ出版、2022年。ISBN 978-4-86367-798-2[9]。